# Halictonomia decemmaculata
Halictonomia decemmaculata är en biart som först beskrevs av Heinrich Friese 1900.  Halictonomia decemmaculata ingår i släktet Halictonomia och familjen vägbin. Inga underarter finns listade i Catalogue of Life.